# Alexander Werth (Germanist)
Alexander Werth (* 1979 in Marburg an der Lahn) ist ein deutscher Sprachwissenschaftler.

## Leben
Er studierte von 2001 bis 2005 deutschen Sprache und Literatur, Politikwissenschaft und Medienwissenschaft an den Universitäten Marburg und Hamburg (2005 Magister Artium). Nach der Promotion 2009 zum Dr. phil. in Deutscher Sprachwissenschaft und der Venia legendi 2018 für Germanistische Sprachwissenschaft ist er seit 2021 Inhaber des  Lehrstuhls (W3) für Deutsche Sprachwissenschaft an der Universität Passau.

## Schriften (Auswahl)
- mit Matthias Katerbow (Hrsg.): Moderne Regionalsprachen als multidimensionales Forschungsfeld. Hildesheim 2010, ISBN 978-3-487-14457-3.
- Perzeptionsphonologische Grundlagen der Prosodie. Eine Analyse der mittelfränkischen Tonakzentdistinktion. Stuttgart 2011, ISBN 978-3-515-09862-5.
- mit Christiane Ulbrich und Richard Wiese (Hrsg.): Empirical approaches to the phonological structure of words. Berlin 2018, ISBN 3-11-054058-4.
- Morphosyntax und Pragmatik in Konkurrenz. Der Definitartikel bei Personennamen in den regionalen und historischen Varietäten des Deutschen. Berlin 2020, ISBN 978-3-11-067639-6.